# Sajalices
Sajalices es un corregimiento del distrito de Chame en la provincia de Panamá Oeste, República de Panamá. Tiene una población de 2.280 habitantes (2010).